# Partenope (Händel)

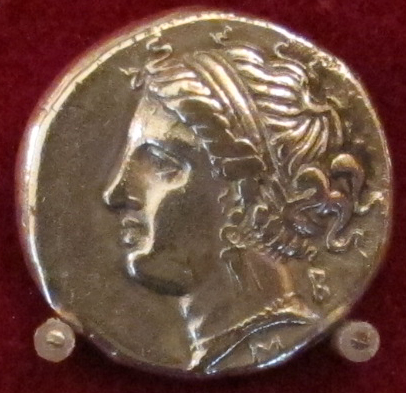
Parthenope: Neapolitanische Münze, 4. Jh.

Partenope (HWV 27) ist eine Oper (Dramma per musica) in drei Akten von Georg Friedrich Händel. Sie ist die zweite Oper für die 1729 von Händel und Johann Jacob Heidegger gegründete zweite Opernakademie. Grundlage und namensgebend ist die Geschichte der mythischen Gründerin der antiken Stadt Partenope in der Magna Graecia, der Keimzelle des späteren Neapolis und des heutigen Neapel, und ihren drei rivalisierenden Liebhabern, die mit der Geschichte einer rachsüchtigen Frau kreuzt, die unbedingt ihren untreuen Liebhaber wiederhaben will, der sich inzwischen in den Fängen der Partenope befindet.

## Entstehung
Nach dem Zusammenbruch der ersten Opernakademie 1729 und der Gründung eines neuen kommerziellen Opernunternehmens durch Heidegger und Händel im Januar 1730 war dem Erstlingswerk für die New Academy, Lotario, kein Erfolg beschieden, denn es knüpft direkt beim großen, heroischen Stil an, der schon Händels Werke für die erste Akademie ausgezeichnet hatte – jenem also, mit dem sich das Londoner Publikum schon zuvor nicht dauerhaft hatte anfreunden können. Doch Händel gab nicht auf: Mit seiner gewohnten Flexibilität änderte er in Partenope seinen Ansatz. Vermutlich hatte er erkannt, dass ein leichterer, melodischerer Stil erwünscht war. Spöttisch werden hier nun die heroischen Klischees, mit denen er in Lotario und früheren Opern gearbeitet hatte, verballhornt. Die stereotype Situation „Frau als Mann verkleidet“ zum Beispiel wird fast schon zur Farce, wenn der Held nur unter der Bedingung dazu bereit ist, sich mit seinem angeblichen Widersacher (natürlich der Heldin) zu duellieren, wenn beide sich bis zum Gürtel entkleiden. Untermalende Militär- und Kampfmusik ist in einem solchen Übermaß eingesetzt, dass man sie schwerlich ernst nehmen kann. Mit den beschaulicheren Momenten geht Händel behutsam um.
Am 14. Januar war der erste Akt und am 12. Februar 1730 die gesamte Partitur der Partenope fertiggestellt („Fine dell’ Opera | G.F. Handel. | a Londres | ce 12 de Fevrier | 1730“), und schon zwölf Tage später, am 24. Februar, fand im King’s Theatre am Londoner Haymarket die erste Aufführung statt.
Besetzung der Uraufführung:
- Partenope – Anna Maria Strada del Pó (Sopran)
- Arsace – Antonio Maria Bernacchi (Altkastrat)
- Rosmira – Antonia Margherita Merighi (Alt)
- Armindo – Francesca Bertolli (Alt)
- Emilio – Annibale Pio Fabri, genannt „Balino“ (Tenor)
- Ormonte – Johann Gottfried Riemschneider (Bass)

## Libretto
Das Libretto La Partenope von Silvio Stampiglia, der eine Zeit lang als kaiserlicher Hofdichter in Wien gewirkt hat, war zum ersten Male von Luigi Mancia im Jahre 1699 für Neapel komponiert worden, und im Laufe eines halben Jahrhunderts wurde der Text nicht weniger als sechzehnmal in Musik gesetzt, u. a. von Antonio Caldara, Antonio Vivaldi (als Rosmira) und Leonardo Vinci (unter dem Titel La Rosmira fedele), und erlebte in dieser Zeit mindestens 36 Produktionen in den Musikzentren Europas.
Händels Text beruht nicht, wie zu erwarten wäre, auf einer der jüngeren Versionen der Geschichte, sondern auf dem Libretto, das Caldara in seiner Vertonung für die Karnevalssaison in Venedig 1707/08 benutzt hatte. Möglicherweise hatte Händel die Oper damals gehört. Von dieser Vorlage übernahm er 22 seiner 31 Arientexte. Aber es gibt nicht nur diese Nähe zu Caldara, auch Texte der Mancia-Vertonung finden sich in Händels Partitur. Es ist zwar durchaus möglich, dass Händel während seines gerade kurz zurückliegenden Aufenthaltes in Venedig Vincis La Rosmira fedele, der die Oper 1725 für den dortigen Karneval geschrieben hatte, gehört und ihm diese Aufführung den Stoff wieder nähergebracht hat: Vincis Textbuch jedoch spielt für Händels Libretto keine Rolle. Dass er dessen Oper aber kannte, beweist die Tatsache, dass er von dieser sieben Arien in das Pasticcio L’Elpidia, ovvero Li rivali generosi im selben Jahr übernahm. Zumindest wird sich Vincis Partitur oder das Textbuch unter den vielen Partituren und Textbüchern befunden haben, die Händel, wie wir wissen, aus Italien mitgebracht hat.
Für Händels Oper wurde die Vorlage von unbekannter Hand überarbeitet.
Trotz der Neuerungen im Musikalischen wie in der Stoffwahl war der neuen Oper aber wiederum kein Erfolg beschieden: Sie lief nur siebenmal.

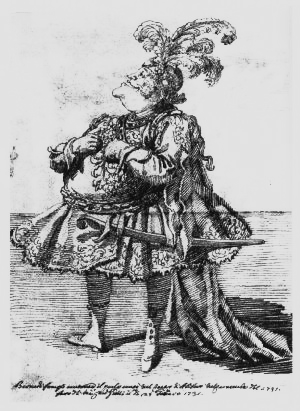
Pier Leone Ghezzi: Karikatur Bernacchis (1731)

Das als Notbehelf Anfang April eingesetzte Pasticcio Ormisda, mit Musik von Vinci, Hasse und anderen „Modernen“, war weit erfolgreicher, wenngleich Mrs. Pendarves, Händels Nachbarin in der Brook Street und lebenslange Anhängerin, es für „very heavy“ („sehr schwerfällig“) befand.
Es wurde deutlich, dass Bernacchi die durch Senesinos Abwesenheit gerissene Lücke nicht zu füllen vermochte. Händel sah sich gezwungen, für die nächste Spielzeit die Verhandlungen mit seinem früheren Star wieder aufzunehmen. Als Vermittler traten dabei Francis Colman, britischer Gesandter in Florenz, und Owen Swiney auf, der sich 1713 aus England abgesetzt hatte und nun in Italien lebte. In einem Brief vom 19. Juni beauftragt Händel Colman, auch einen Sopran zu engagieren, der

« […] proposer fasse le Role d’home aussi bien que celuy de Feme. »

„[…] ebenso gut Männer- wie Frauenrollen geben muss.“

Er bittet Colman auch

« […] prier de nouveau qu’il ne soit pas fait mention dans les Contracts du premier, second, ou troisieme Rolle, puisque cela nous géne dans le choix du Drama, et est d’ailleurs sujet a de grands inconveniens. »

„[…] erneut, dass in den Verträgen keine Erwähnung erster, zweiter oder dritter Rollen geschieht, da uns dies in der Wahl der Stücke behindert und überdies Ursache großer Unannehmlichkeit ist.“

In der folgenden Spielzeit (1730/31) wurde Partenope siebenmal wiederholt; für den inzwischen folgerichtig ausgeschiedenen Bernacchi übernahm Senesino, inzwischen nach London zurückgekehrt, die Partien des Arsace. Auch musste sich Händel von seinem alten Schulfreund aus Hallenser Tagen, dem Bassisten Riemschneider, trennen. Seine Leistungen konnten mit dem Standard an der Londoner Bühne nicht mithalten. Eine erneute Wiederaufnahme der Oper, jetzt in den Spielplan des Coventgarden Theatre, erfolgte ab 29. Januar 1737 (vier Aufführungen) für die dritte Spielzeit der sogenannten dritten Opernakademie.
Schon im Februar 1731 erschien Partenope in Braunschweig auf der Bühne, mit Gastspielen in Salzthal, der Sommerresidenz von Elisabeth Christine von Braunschweig-Wolfenbüttel, und Wolfenbüttel unter Leitung von Georg Caspar Schürmann, und ab 28. Oktober 1733 bis 1736 führte man die Oper Parthenope an der Hamburger Oper am Gänsemarkt mit einer deutschen Übersetzung der Rezitative von Christoph Gottlieb Wend mindestens 22 Mal auf. Die musikalische Leitung dieser Aufführung hatte Georg Philipp Telemann. Die deutschen Rezitative Wends hatte Reinhard Keiser vertont.
Die erste Produktion in der Neuzeit war am 23. Juni 1935 bei den Göttinger Händel-Festspielen in deutscher Sprache (Textfassung: Emilie Dahnk-Baroffio), durch die Akademische Orchestervereinigung Göttingen unter der Leitung von Fritz Lehmann.
In Originalsprache und historischer Aufführungspraxis wurde Partenope erstmals in konzertanter Form im Zusammenhang mit einer Schallplattenproduktion des Werkes am 11. Juni 1979 im Sendesaal des Kölner Funkhauses mit Krisztina Laki (Partenope) und René Jacobs (Arsace) in den Hauptpartien gegeben. La Petite Bande spielte unter Leitung von Sigiswald Kuijken.

## Handlung

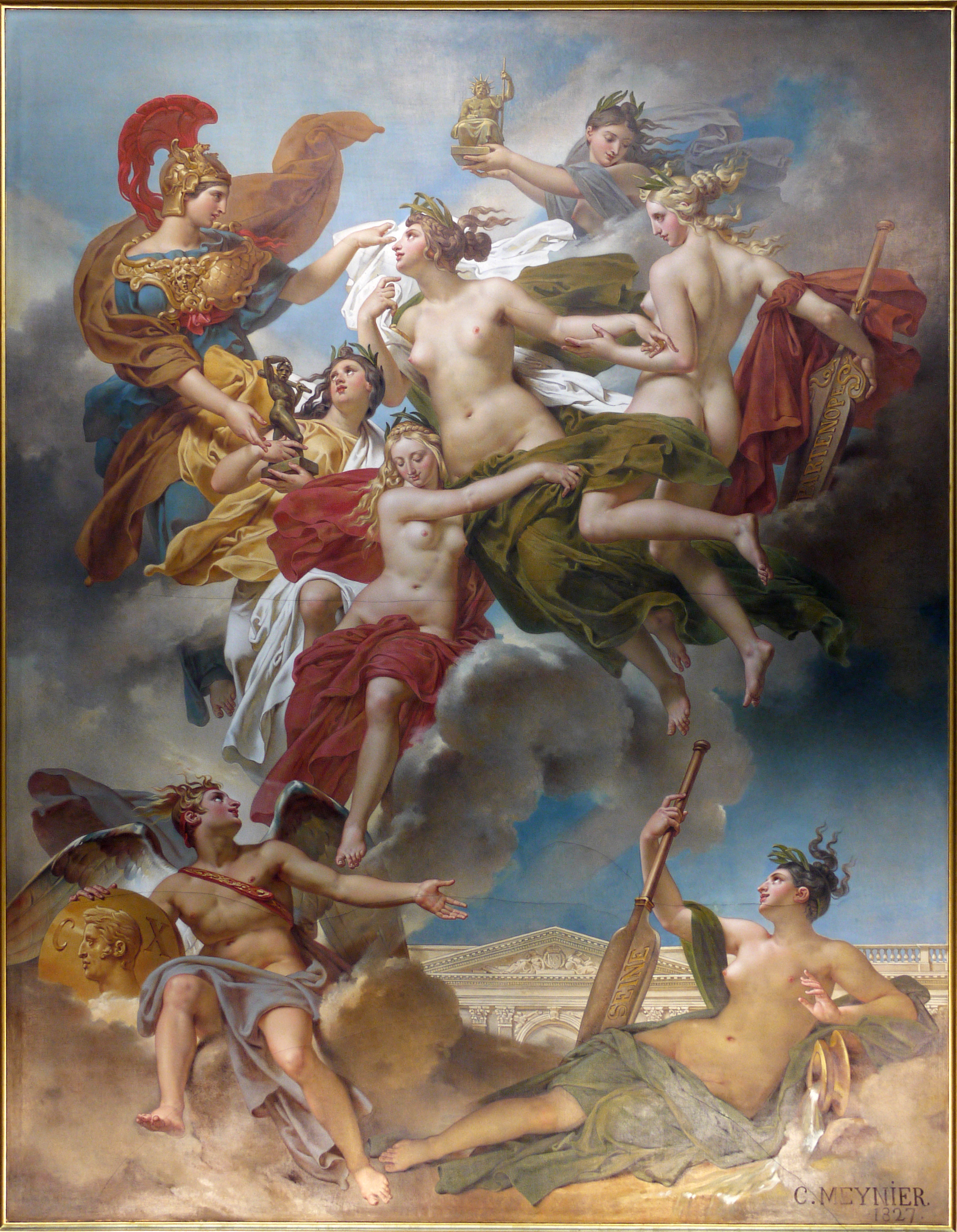
Charles Meynier: Les Nymphes de Parthénope (Louvre)

Im Libretto ist das 11. Kapitel des ersten Buches von Giovanni Antonio Summontes Istoria della Citta e Regno di Napoli als Quelle genannt. Die vier Bände dieses Werkes erschienen zwischen 1601 und 1643 und in einer zweiten kompletten Ausgabe noch einmal 1675. Allerdings ist in dem genannten Kapitel nur von der Gründung Neapels die Rede. Die Opernhandlung indes ist frei erfunden.

### „Argomento“
“Fu Partenope figlia d’ Eumelio Rè di Fera in Tessaglia, partissi da Calcide dell’Isola d’ Euboa oggi Negroponte, sequendo l’ Augurio d’una Colomba, e fece edificare una Città sulle sponde del Mar Tirenno, che fù detta Partenope, e poi fù chiamata Napoli. Ciò troverai nel Cap. XI. del primo Libro dell’ Istoria della Città e Regno di Napoli di Gio. Antonio Summonte. Il resto si finge.”

„Es war Partenope, die Tochter des Königs Eumelio von Fera in Thessalien, die dem Orakel einer Taube folgend Chalkis auf der heute Negroponte genannten Insel Euboa verließ und eine Stadt in der Nähe der Küste des Tyrrhenischen Meeres errichten ließ, die Partenope und später Neapel genannt wurde. Dies findet sich im Kapitel XI. des ersten Buches der Geschichte der Stadt und des Königreichs Neapel von Gio. Antonio Summonte. Der Rest ist erfunden.“

### Kurzfassung
Erster Akt. Mehrere Prinzen werben um die Hand der Königin Partenope. Ihr Favorit ist Arsace aus Korinth. Sie weiß jedoch nicht, dass er ihretwegen seine einstige Verlobte Rosmira verlassen hat. Armindo aus Rhodos hingegen wagt es kaum, Partenope seine Liebe zu gestehen. Außerdem trifft der Armenier Eurimene ein – in Wirklichkeit die verkleidete Rosmira, die sich an Arsace rächen will und ihn schwören lässt, ihre Identität nicht zu verraten. Auch Eurimene/Rosmira gibt vor, Partenope zu lieben. Emilio aus Cumae droht mit Krieg, sollte Partenope seine Werbung nicht annehmen. Da sie ablehnt, ist eine Schlacht unvermeidlich. Partenope selbst übernimmt das Kommando über ihre Truppen.
Zweiter Akt. Während des Kampfes rettet Armindo sie vor den Feinden. Arsace wiederum rettet Eurimene und nimmt Emilio gefangen. Bei der Siegesfeier reklamiert Eurimene/Rosmira den Sieg für sich selbst und diffamiert Arsace, der sich wegen seines Schwurs nicht zu verteidigen vermag. Die erboste Partenope lässt Eurimene verhaften. Arsace setzt sich für ihn ein und erreicht seine Freilassung. Seine Versuche, Rosmira zu versöhnen, bleiben dennoch erfolglos. Die anderen sind verwirrt über das merkwürdige Verhältnis von Arsace und Eurimene.
Dritter Akt. Eurimene enthüllt der Königin und den anderen Arsaces Vergangenheit und erklärt, dass er selbst von Rosmira gesandt wurde, um Arsace zum Duell herauszufordern. Partenope ist damit einverstanden. Eurimene erhält Unterstützung von Armindo, während Emilio auf Seiten Arsaces steht. Vor dem Kampf besteht Arsace darauf, dass beide Parteien mit nacktem Oberkörper kämpfen. So zwingt er Rosmira, ihre Identität zu offenbaren, ohne seinen Schwur zu brechen. Damit ist die Bahn frei für ein glückliches Ende: Partenope nimmt die Werbung Armindos an, Rosmira und Arsace versöhnen sich, und Emilio erhält die Freiheit.

### Erster Akt
Feierlich ausgestatteter Stadtteil am Meer; in der Mitte ein Altar mit einer Apollon-Statue
Szene 1. In einer öffentlichen Zeremonie bittet Königin Partenope den Gott Apollon um Schutz für die von ihr gegründete nach ihr benannte Stadt (heute Neapel). Das Volk jubelt ihr zu (Chor: „Viva viva Partenope viva“).
Szene 2. Partenope hat zwei Verehrer, die Prinzen Arsace von Korinth und Armindo von Rhodos. Arsace hat ihretwegen seine Verlobte Rosmira, die Prinzessin von Zypern, verlassen. Er ist überrascht, als ein fremder Armenier auftaucht, der dieser erstaunlich ähnlich sieht. Der Armenier behauptet, er heiße Eurimene und habe in einem Sturm Schiffbruch erlitten. Er bittet Partenope um Hilfe, da er bei dem Unglück seinen gesamten Besitz verloren habe.
Szene 3. Partenopes Hauptmann Ormonte berichtet, dass Teile des Landes von den Truppen des benachbarten Cumae besetzt worden seien. Deren Anführer Ormente habe einen Boten geschickt und wolle Partenope sprechen. Diese bittet Arsace, mitzukommen (Arie Partenope: „L’amor ed il destin“). Arsaces Gedanken gelten indessen noch der seltsamen Ähnlichkeit Eurimenes mit Rosmira (Arie Arsace: „O Eurimene ha l’idea di Rosmira“).
Szene 4. Eurimene/Rosmira horcht Armindo über die Verhältnisse an Partenopes Hof aus. Sie erfährt, dass Armindo die Königin liebt, diese ihm aber seinen Rivalen Arsace vorziehe. Sie fordert Armindo auf, Partenope seine Liebe zu offenbaren (Arie Rosmira: „Se non ti sai spiegar“). Armindo beschließt, Eurimenes Rat zu folgen (Arie Armindo: „Voglio dire al mio tesoro“).
Königlicher Saal
Szene 5. Arsace kehrt zurück und stellt den vermeintlichen Eurimene zur Rede. Rosmira leugnet nicht, seine einstige Braut zu sein. Obwohl Arsace behauptet, dass er sie noch immer liebe, glaubt sie ihm nicht. Sie ist sogar bereit, ihm seine Werbung um den Thron Neapels zu vergeben, doch er muss schwören, ihre Identität unter allen Umständen geheim zu halten (Rosmira: „Un altra volta ancor“). Arsace stellt fest, dass er noch immer Gefühle für Rosmira hat (Arsace: „Sento amor con novi dardi“).
Szene 6. Partenope vergewissert sich bei Ormonte, dass ihre Truppen kampfbereit sind (Ormonte: „T’appresta forse Amore“).
Szene 7. Zögerlich erklärt Armindo Partenope seine Liebe und zieht sich zurück, ohne eine Antwort abzuwarten.
Szene 8. Partenope erzählt Arsace von den Gefühlen Armindos, dessen Treue sie viel verdanke, obwohl ihre Liebe einzig ihm, Arsace, gilt (Duettino Arsace/Partenope: „Per te moro“).
Szene 9. Als Eurimene/Rosmira hinzukommt, teilt Partenope ihm mit, dass Arsace ihr Favorit sei. Eurimene gibt vor, darüber erschüttert zu sein, da er sich selbst in Partenope verliebt habe. Partenope kann ihm keine Hoffnung machen, sondern erklärt stattdessen Arsace ihre Liebe (Arie Partenope: „Sei mia gioia“). Rosmira wirft Arsace seine Treulosigkeit vor und schwört Rache. Arsace kann sich nicht zwischen den beiden Frauen entscheiden (Arie Arsace: „Dimmi, pietoso ciel“).
Königliches Gemach
Szene 10. Ormonte führt Emilio zur Audienz mit Partenope, an der auch Eurimene, Arsace und Armindo teilnehmen. Emilio versichert Partenope, dass er nicht als Feind gekommen sei, sondern um ihre Hand anhalten wolle, da er sie liebe. Falls sie ablehne, werde er aber zu Waffengewalt greifen. Da ihn Partenope voller Abscheu zurückweist, bereitet sich Emilio siegessicher auf den Krieg vor (Arie Emilio: „Anch’io pugnar saprò“).
Szene 13. Da sich Arsace, Armindo und Eurimene nicht einigen können, wer von ihnen die neapolitanischen Truppen führen darf, beschließt Partenope, selbst als Amazone das Oberkommando zu übernehmen (Arie Partenope: „Io ti levo l’impero dell’armi“).
Szene 14. Auch Eurimene/Rosmira will am Kampf teilnehmen. Arsace versucht, ihr das auszureden, da er sich um ihre Sicherheit sorgt (Arie Arsace: „È figlio il mio timore“).
Szene 15. Armindo fühlt sich von Eurimene verraten, dem er seine Gefühle anvertraut habe und der dann selbst um seine Geliebte werbe (Arie Rosmira: „Io segno sol fiero“).

### Zweiter Akt
Mit Zelten bedecktes Feld, auf dem Emilios Armee stationiert ist
Szene 1. Die Schlacht beginnt. Armindo rettet Partenope vor einem Angriff feindlicher Soldaten. Emilio überwältigt Eurimene/Rosmira im Zweikampf, doch Arsace kann sie befreien und im Gegenzug Emilio gefangen nehmen. Damit steht der Sieg fest. Alle preisen die siegreiche Königin Partenope (Chor: „Vi circondi la gloria d’allori“).
Straße der Stadt, die zu einem Tor derselben führt
Szene 2. Emilio beklagt sein Schicksal (Arie Emilio: „Barbaro fato, sì“).
Szene 3. Partenope erscheint in einer großen Kutsche zur Siegesfeier (Arie Partenope: „Care mura in sì bel giorno“). Großzügig lässt Partenope Emilio die Fesseln lösen. Eurimene/Rosmira weist sie auf die Heldenhaftigkeit Armindos hin und ergänzt, dass sich andererseits Arsace keineswegs ausgezeichnet habe, nachdem er selbst Emilio überwältigt habe. Obwohl Emilio dieser Lüge widerspricht, zeigt sich Arsace nicht beleidigt, sondern überlässt Eurimene sogar einen Teil des Ruhms. Die anderen verstehen sein Verhalten nicht. Partenope lässt Eurimene wegen seiner fortgesetzten Provokationen gegen ihren Geliebten verhaften (Arie Partenope: „Voglio amare infin“).
Szene 4. Arsace versucht vergeblich, Rosmira zur Versöhnung zu bewegen. Armindo und Emilio wundern sich über dessen vermeintliche Feigheit und die Aggressivität, mit der Eurimene auf ihn reagiert (Duett Arsace/Rosmira: „E vuoi con dure tempre“).
Szene 5. Als Armindo und Emilio Eurimene/Rosmira darauf ansprechen, verteidigt er zu deren Verblüffung den Angegriffenen und vergleicht seinen Mut mit dem eines Löwen. Sie ist von ihren eigenen widersprüchlichen Gefühlen überwältigt (Arie Rosmira: „Furie son dell’alma mia“).
Garten
Szene 6. Arsace bittet Partenope, Eurimene zu vergeben. Obwohl er dafür außer einem „unerklärlichen Impuls“ keine Gründe nennt, zeigt sich die Königin ihm zuliebe gnädig. Eurimene wird zwar vom Hof verbannt, doch freigelassen. Ormonte soll ihn ausdrücklich auf Arsaces Fürsprache hinweisen. Arsace ist dennoch unglücklich (Arie Arsace: „Poterti dir vorrei“).
Szene 7. Armindo versichert Partenope noch einmal seiner Liebe (Arie Armindo: „Non chiedo, o luci vaghe“). Sie erkennt seine Treue an, bevorzugt aber immer noch Arsace (Arie Partenope: „Qual farfalletta“).
Szene 8. Eurimene/Rosmira verspricht Armindo seine Hilfe. Er solle der Königin mitteilen, dass er ihr ein Geheimnis offenbaren wolle. Dieses werde Partenopes Herz von Arsace ab- und ihm zuwenden.
Szene 11. Obwohl Arsace Rosmira erneut seine Liebe erklärt, findet sie, dass ihre Rache noch nicht vollendet ist. Arsace verspürt gleichzeitig Scham, Ehre, Pflichtgefühl, Liebe und Leidenschaft (Arie Arsace: „Furibondo spira il vento“).

### Dritter Akt
Garten
Szene 1. Armindo bittet Partenope, Eurimene noch einmal zu empfangen, um dessen Geheimnis zu erfahren. Die Königin stimmt zu. Armindo und Emilio beneiden Arsace trotz seiner gegenwärtigen Niedergeschlagenheit (Quartett Armindo/Emilio/Arsace/Partenope: „Non è incauto il mio consiglio“).
Szene 2. In Gegenwart der anderen Prinzen enthüllt Eurimene/Rosmira daraufhin, dass Arsace einst der zyprischen Prinzessin Rosmira die Ehe versprochen und diese dann zugunsten Partenopes verlassen habe (Rosmira: „Arsace, oh dio, così“). Sie habe ihn (Eurimene) nach Neapel gesandt, um Arsace zum Zweikampf herauszufordern. Die vom Verhalten ihres Geliebten zutiefst enttäuschte Partenope erklärt nun Armindo ihre Liebe und Arsace ihre Verachtung (Arie Partenope: „Spera e godi, oh mio tesoro“).
Szene 3. Eurimene/Rosmira bittet Armindo, ihm im Duell zu sekundieren. Emilio hingegen spricht Arsace Mut zu (Arie Emilio: „La speme ti consoli“).
Szene 4. Rosmira weist einen weiteren Versöhnungsversuch Arsaces zurück (Arie Arsace: „Ch’io parta?“), obwohl sie noch immer Liebe zu ihm verspürt (Arie Rosmira: „Quel volto mi piace“).
Ländliche Gegend
Szene 5. Partenope ernennt Ormonte zum Schiedsrichter des Zweikampfs. Anschließend macht sie Armindo Hoffnung, dass sich ihre Gefühle ihm zuwenden könnten. Armindo ist zuversichtlich, endlich seine Wünsche erfüllt zu sehen (Arie Armindo: „Nobil core che ben ama“).
Szene 6. Arsace schläft übermüdet ein (Arsace: „Ma quai note di mesti lamenti“).
Szene 7. Während Rosmira den schlafenden Arsace beobachtet, denkt sie über ihre Gefühle ihm gegenüber nach (Accompagnato Rosmira: „Cieli, che miro!“).
Szene 8. Partenope beobachtet, dass Eurimene ihren hilflosen Feind nicht heimtückisch ersticht, sondern ihn aufweckt. Als Arsace dabei versehentlich Rosmiras Namen nennt, verstärkt dies Partenopes Zorn (Terzett Partenope/Arsace/Rosmira: „Un cor infedele“). Arsace ist verzweifelt („Fatto è Amor un dio d’inferno“).
Szene 9. Armindo und Emilio sehen dem Zweikampf gespannt entgegen (Arie Emilio: „La gloria in nobil alma“).
Der für das Duell vorgesehene umzäunte Platz
Szene 10 (ultima). Nachdem Ormonte Eurimenes Herausforderung vorgelesen hat, gibt Partenope ihr Einverständnis zum Kampf. Arsace zögert jedoch, mit Rosmira zu kämpfen. Als ihm die anderen Feigheit vorwerfen, erklärt er, dass er auf einem Kampf mit nacktem Oberkörper bestehe. Das kann Rosmira nicht zulassen. Sie gibt sich öffentlich als Rosmira zu erkennen. Damit löst sich der Konflikt (Arie Partenope: „Sì, scherza, sì“). Partenope verkündet, dass sie Armindo heiraten wolle, und auch Rosmira und Arsace finden wieder zusammen. Emilio wird freigelassen. Er wird zwar nicht Partenopes Gatte, erhält aber ihre Freundschaft. Alle bejubeln den glücklichen Ausgang (Chor: „D’Imeneo le belle tede“).

## Musik
Für die Rückkehr Senesinos in der Spielzeit 1730/31 hat Händel eine Reihe von Arien Bernacchis einen Ton tiefer transponiert. Außerdem komponierte Händel für Senesino zusätzlich Seguaci di Cupido (Nr. 45b), welche anstelle von Partenopes Arie Sì, scherza, sì (Nr. 45a) gesungen wurde. Die Änderungen, die Händel für die Neuinszenierung 1737 vornehmen musste, erstreckten sich vor allem auf die Transposition der Partien des Armindo in die Sopranlage für Gioacchino Conti, genannt „Gizziello“, und die des Ormonte in die Altlage für Maria Caterina Negri. Insgesamt sind diese und weitere Änderungen aber nicht als Verbesserungen zu verstehen, sondern lediglich als ein Anpassen an neue Gegebenheiten.

## Struktur der Oper
Ouverture. – (Gigue). (2 Ob, Str, BC)

### Erster Akt
| Scena I    | Recitativo. Partenope Tu dell’eccelse mura                                                        |
|            | 1. Coro. (2 Ob, 2 Hr, Str, BC) Viva, Partenope, viva                                              |
|            | Recitativo. Partenope Miei fidi, arride il Cielo                                                  |
| Scena II   | Recitativo. Armindo, Arsace, Partenope, Rosmira Arsace. Armindo. Osserva!                         |
| Scena III  | Recitativo. Ormone, Arsace, Armindo, Partenope, Rosmira Regina, in folte schiere il popolo Cumano |
|            | 2. Aria. Partenope (2 Ob, 2 Vl, BC) L’amor ed il destin combattera per me                         |
|            | 3. Aria. Arsace (2 Ob, Str, BC) O Eurimene ha l’idea di Rosmira                                   |
| Scena IV   | Recitativo. Rosmira, Armindo Cavalier, se gli Dei                                                 |
|            | 4. Aria. Rosmira (2 Vl, BC) Se non ti sai spiegar, lagnati sol di te                              |
|            | Recitativo. Armindo Armindo, ardisci                                                              |
|            | 5. Aria. Armindo (2 Ob, 2 Vl, BC) Voglio dire al mio tesoro                                       |
| Scena V    | Recitativo. Arsace, Rosmira Ah! che un volto fatal                                                |
|            | 6. Aria. Rosmira (2 Ob, 2 Vl, BC) Un’altra volta ancor mi promettesti amor                        |
|            | Recitativo. Arsace Rosmira, oh Dio! Rosmira                                                       |
|            | 7. Aria. Arsace (2 Vl, BC) Sento amor con novi dardi                                              |
| Scena VI   | Recitativo. Partenope, Ormonte Stan pronti i miei guerrier                                        |
|            | 8. Aria. Ormonte (2 Vl, BC) T’apressa forse amore                                                 |
| Scena VII  | Recitativo. Armindo, Partenope Signora! Armindo                                                   |
| Scena VIII | Recitativo. Arsace, Partenope E di che reo son io?                                                |
|            | 9. Duettino. Partenope, Arsace (BC) Per te moro, cara gioja                                       |
| Scena IX   | Recitativo. Partenope, Arsace, Rosmira E se giunge Eurimene?                                      |
|            | 10. Aria. Partenope (2 Ob, Str, BC) Sei mia gioja, sei mio bene                                   |
|            | Recitativo. Rosmira, Arsace I novelli amor tuoi io stessa udii                                    |
|            | 11. Aria. Arsace (Fl, Fg, Str, BC) Dimmi, pietoso Ciel                                            |
| Scena X    | Recitativo. Ormone, Emilio, Partenope, Armindo, Rosmira Ecco Emilio! Reina                        |
|            | 12. Aria. Emilio (Str, BC) Anch’io pugnar saprò, armato di valor                                  |
| Scena XI   | Recitativo. Partenope, Armindo, Rosmira, Arsace, Ormone Arsace, tu sarai                          |
|            | 13. Aria. Partenope (2 Ob, Str, BC) Io ti levo l’impero dell’armi                                 |
| Scena XII  | Recitativo. Arsace, Rosmira, Armindo Lascia, deh! lascia, o Prence, i cimenti!                    |
|            | 14. Aria. Arsace (2 Vl, BC) E figlio il mio timore d’amor e di pieta                              |
| Scena XIII | Recitativo. Armindo, Rosmira Prence, di te mi lagno                                               |
|            | 15. Aria. Rosmira (2 Ob, 2 Hr, Str, BC) Io seguo sol fiero tra boschi le belve                    |

### Zweiter Akt
| Scena I    | 16. Sinfonia. (2 Ob, Trp, Str, BC)                                                  |
|            | Recitativo. Emilio Forti miei schiere, alla vicina impresa                          |
|            | 17. Marche. (2 Ob, Str, BC)                                                         |
|            | Recitativo. Emilio, Partenope Ma le nemiche squadre                                 |
|            | 18. Coro. (2 Ob, Trp, Str, BC) Con valoroso mano                                    |
|            | 19. Sinfonia. (2 Ob, Trp, Str, BC)                                                  |
|            | Recitativo. Partenope, Armindo, Emilio, Arsace, Rosmira Soccorso! Armindo e teco    |
|            | 20. Coro. (2 Ob, Trp, Str, BC) Vi circondi la gloria d’allori!                      |
| Scena II   | 21. Recitativo accompagnato. Emilio (Str, BC) Contro un pudico amor cotanto sdegno  |
|            | 22. Aria. Emilio (2 Ob, 2 Vl, BC) Barbaro fato, sì, la speme di tradì               |
| Scena III  | 23. Arioso. Partenope (2 Ob, Str, BC) Care mura, in si bel giorno                   |
|            | Recitativo. Partenope, Emilio, Rosmira, Arsace, Ormone, Armindo Emilio! Alta Regina |
|            | 24. Aria. Partenope (2 Ob, Str, BC) Voglio amare insin ch’io moro                   |
| Scena IV   | Recitativo. Arsace, Emilio, Armindo, Rosmira Ti bramo amico                         |
|            | 25. Duetto. Arsace, Rosmira (2 Ob, Str, BC) E vuoi, con dure tempre di fiero        |
| Scena V    | Recitativo. Emilio, Armindo, Rosmira Non può darsi in un petto                      |
|            | Recitativo. Rosmira Che tumulto d’affetti                                           |
|            | 26. Aria. Rosmira (2 Ob, Str, BC) Furie son dell’alma mia gelosia                   |
| Scena VI   | Recitativo. Partenope, Arsace A pro di chi t’offese                                 |
|            | 27. Aria. Arsace (2 Ob, Str, BC) Poterti dir vorrei l’affanno del mio cor           |
| Scena VII  | Recitativo. Armindo, Partenope Regina! Armindo, ancora tu mi devi                   |
|            | 28. Aria. Armindo (2 Vl, BC) Non chiedo, oh luci vaghe                              |
|            | Recitativo. Partenope Piu d’ogn’altro sarebbe                                       |
|            | 29. Aria. Partenope (2 Vl, BC) Qual farfalletta gira a quel lume                    |
| Scena VIII | Recitativo. Armindo, Rosmira Quanto godo, Eurimene                                  |
| Scena IX   | Recitativo. Arsace, Rosmira Rosmira mia, mio bene!                                  |
|            | 30. Aria. Arsace (2 Vl, BC) Furibondo spira il vento                                |

### Dritter Akt
| Scena I    | 31. Sinfonia. (2 Ob, Str, BC)                                                                    |
|            | Recitativo. Armindo, Partenope, Arsace, Emilio Regina, ti compiace                               |
|            | 32. Quartetto. Partenope, Arsace, Armindo, Emilio (2 Ob, Str, BC) Non è incauto il mio consiglio |
| Scena II   | Recitativo. Rosmira, Partenope, Arsace, Armindo, Emilio Partenope, Eurimene                      |
|            | 33. Arioso. Rosmira (Str, BC) Arsace, oh Dio, così infido l’inganno                              |
|            | Recitativo. Partenope, Emilio, Armindo Che m’apre i lumi                                         |
|            | 34. Aria. Partenope (2 Ob, 2 Vl, BC) Spera e godi, oh mio tesoro                                 |
| Scena III  | Recitativo. Emilio, Armindo, Rosmira, Arsace Prencipe, ardir! Quanto ti devo!                    |
|            | 35. Aria. Emilio (2 Vl, BC) La speme di consoli, ti rasserena il cor                             |
| Scena IV   | Recitativo. Arsace, Rosmira Rosmira, ove ti guida                                                |
|            | 36. Aria. Arsace (Str, BC) Ch’io parta? Sì, crudele, parto, ma senza cor                         |
|            | Recitativo. Rosmira Oh Dio! perche dal petto                                                     |
|            | 37. Aria. Rosmira (2 Vl, BC) Quel volto mi piace, ma temo quel core                              |
| Scena V    | Recitativo. Partenope, Ormonte, Armindo Ormonte, ti destino                                      |
|            | 38. Aria. Armindo (Fl, Str, BC) Nobil core che ben ama                                           |
| Scena VI   | Recitativo. Arsace Non chiedo, oh miei tormenti                                                  |
|            | 39. Arioso. Arsace (2 Fl, Str, Lt, BC) Ma quai note di mesti lamenti                             |
| Scena VII  | 40. Recitativo accompagnato. Rosmira (Str, BC) Cieli! Che miro? abbandonato e solo               |
| Scena VIII | Recitativo. Rosmira, Partenope, Arsace Ma Partenope vien                                         |
|            | 41. Terzetto. Partenope, Arsace, Rosmira (2 Ob, 2 Vl, BC) Un cor infedele si deve punir          |
|            | Recitativo. Arsace Passo di duolo in duolo                                                       |
|            | 42. Aria. Arsace (2 Ob, 2 Vl, BC) Fatto è Amor un Dio d’inferno                                  |
| Scena IX   | Recitativo. Emilio, Arsace Di bel desire avvampo                                                 |
|            | 43. Aria. Emilio (2 Ob, Str, BC) La gloria in nobil alma                                         |
| Scena X    | 44. Sinfonia. (2 Ob, Trp, Str, BC)                                                               |
|            | Recitativo. Ormonte, Partenope, Emilio, Rosmira, Armindo, Arsace Regina, in queste arene         |
|            | 45a. Aria. Partenope (2 Ob, 2 Vl, BC) Si, scherza, si, sempre Amor con doppia face               |
|            | Recitativo. Partenope, Armindo, Arsace, Rosmira Armindo sia mio sposo                            |
|            | 46. Coro. (2 Ob, Str, BC) D’Imeneo le belle Tede splendon fauste in questo di                    |

## Erfolg und Kritik

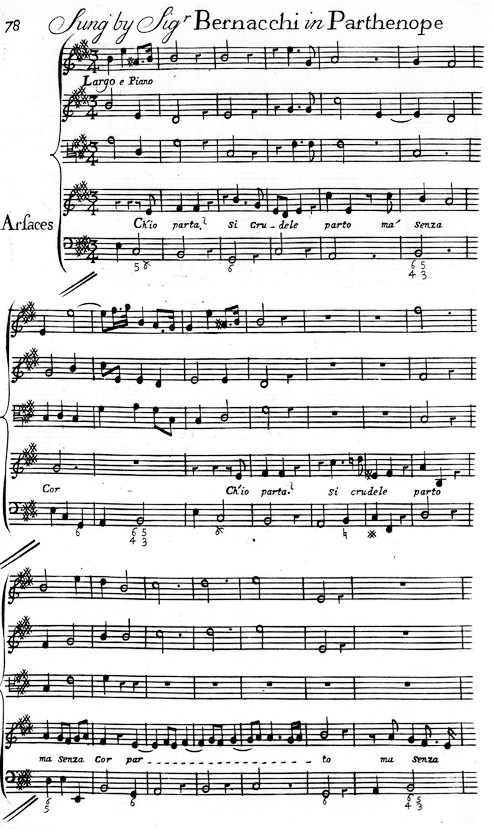
Arie des Arsace im dritten Akt Ch’io parta?, Druck von John Walsh, London 1730

“[The libretto is] the very worst book (excepting one) that I ever read in my whole life: Signor Stampiglia [...] endeavours to be humourous and witty in it: If he succeeded in his attempt, on any stage in Italy, ‘twas, meerly, from a depravity of Taste in the audience – but I am very sure ‘twill be received with contempt in England.”

„[Das Libretto ist] das schlechteste Buch (außer einem), die ich jemals zuvor in meinem ganzen Leben gelesen habe. Signor Stampiglia [...] ist bestrebt, sowohl humorvoll als auch witzig zu sein: wenn ihm das auf einer Bühne in Italien gelang, war es nur ein Zeugnis vom schlechten Geschmack des Publikums, denn ich bin sehr sicher, es würde in England verachtet werden.“

„[Im Ganzen ist die Musik durch] größere Eingänglichkeit des Musikalischen, stärkere Volkstümlichkeit des Melodischen und eine Vereinfachung des Orchestersatzes [gekennzeichnet].“

„Händels Partenope-Partitur ist ein raffiniertes Klangwunder. Die Gesangsnummern reichen von lyrischen Kanzonen über brillante Solo-Arien bis zu vierstimmigen Ensembles. Das Orchester bietet mit Traversflöten, [Oboen, Fagott], Hörnern, Trompeten…eine Fülle von farblichen Möglichkeiten.“

“[…] the aria ‘Ch’io parta?’ […] is one of the line of ‘otherwordly’ slow movements in E major that lead to ‘I Know that my Redeemer liveth’. It was a key in which Handel found a fatalistic quality, and Burney admits that this aria has ‘no fault but brevity’.”

„[…] die Arie ‚Ch’io parta?‘ (Nr. 36) […] gehört zu jenen überirdisch-verklärten langsamen E-Dur-Sätzen, die schließlich zu ‚Ich weiß, dass mein Erlöser lebet‘ [(Messiah Nr. 40)] hinführen. Diese Tonart besaß für Händel fatalistischen Charakter, und Burney bekennt, dass der einzige Fehler dieser Arie in ihrer Kürze liege.“

## Orchester
Zwei Traversflöten, zwei Oboen, Fagott, Trompete, zwei Hörner, Streicher, Basso continuo (Violoncello, Laute, Cembalo).

## Diskografie
- EMI 157-99855-8 (1979): Krisztina Laki (Partenope), René Jacobs (Arsace), Helga Müller Molinari (Rosmira), John York Skinner (Armindo), Martyn Geoffrey Hill (Emilio), Stephen Varcoe (Ormonte)
 La Petite Bande; Dir. Sigiswald Kuijken (190 min)
- Göttinger Händel-Gesellschaft/NDR (2001): Meredith Hall (Partenope), Kai Wessel (Arsace), Annette Markert (Rosmira), Christopher Josey (Armindo), John McVeigh (Emilio), William Berger (Ormonte)
 Philharmonia Baroque Orchestra San Francisco; Dir. Nicholas McGegan (193 min)
- Chandos 0719 (2004): Rosemary Joshua (Partenope), Lawrence Zazzo (Arsace), Hilary Summers (Rosmira), Stephen Wallace (Armindo), Kurt Streit (Emilio), Andrew Foster-Williams (Ormonte)
 The Early Opera Company; Dir. Christian Curnyn (190 min)
- Decca 074 3348 (2008): Inger Dam-Jensen (Partenope), Andreas Scholl (Arsace), Tuva Semmingsen (Rosmira), Christophe Dumaux (Armindo), Bo Kristian Jensen (Emilio), Palle Knudsen (Ormonte)
 Concerto Copenhagen; Dir. Lars Ulrik Mortensen (DVD, 187 min)
- Erato (2014): Karina Gauvin (Partenope), Philippe Jaroussky (Arsace), Teresa Iervolino (Rosmira), Emöke Baráth (Armindo), John Mark Ainsley (Emilio), Luca Tittoto (Ormonte)
 Il Pomo d’Oro; Dir. Riccardo Minasi (204 min)